# Communauté de communes de la Houve
Die Communauté de communes de la Houve ist ein ehemaliger französischer Gemeindeverband mit der Rechtsform einer Communauté de communes im Département Moselle in der Region Grand Est. Sie wurde am 5. September 2005 gegründet und umfasste elf Gemeinden. Der Verwaltungssitz befand sich im Ort Falck.

## Historische Entwicklung
Mit Wirkung vom 1. Januar 2017 fusionierte der Gemeindeverband mit der Communauté de communes du Pays Boulageois und bildete so die Nachfolgeorganisation Communauté de communes Houve-Pays Boulageois.

## Ehemalige Mitgliedsgemeinden
1. Berviller-en-Moselle
2. Château-Rouge
3. Dalem
4. Falck
5. Hargarten-aux-Mines
6. Merten
7. Oberdorff
8. Rémering
9. Tromborn
10. Villing
11. Vœlfling-lès-Bouzonville